# Versailles universitet
Versailles universitet, Université de Versailles Saint-Quentin-en-Yvelines, UVSQ, ligger i Versailles, Frankrike och är ett franskt statligt universitet som grundades 1991.
Universitetet har en Stiftelse.